# Игуменица
Игумени́ца (греч. Ηγουμενίτσα, алб. Gumenicë/Gumenica, итал. Gomenizza, тур. Reşadiye) — прибрежный малый город на северо-западе Греции. Административный центр периферийной единицы Теспротия и общины Игуменица в периферии Эпир. Население 9145 жителей по переписи 2011 года. Второй крупнейший порт на западе Греции.

## История
В семи километрах к северу от центра города находятся руины древнего города Гитаны (Γίτανα).
К северо-востоку от Ладохориона (Λαδοχώριον) находилось поселение римского периода.
Игуменица — это относительно новый город, который был отстроен после Второй мировой войны. А в древние времена это был лишь рыбацкий поселок. В османский период это был небольшой городок, под названием Грава (Γράβα). В 1913 году была освобождена от турок, а когда в 1938 году был создан ном Теспротия, стала его административным центром и приняла современное название.

## Современный город
Игуменица — окруженный горами типичный приморский город Греции. Горы, окружающие Игуменицу, голы и безлесны. Это связано с систематическими пожарами и выжиганием леса во времена турецкого господства над Грецией. Кроме того, окружающие город леса сильно пострадали в результате пожара 1990 года, но в этот раз лесной покров был восстановлен в течение 10 лет.
За последние несколько лет Игуменица увеличила свою территорию более чем в 2 раза и расширилась во всех направлениях. Быстрому росту способствовали два основных факта:
- строительство нового порта, который в настоящее время является третьим по величине портом Греции, после Пирея и Салоник;
- строительство автомагистрали «Эгнатия», которая проходит по северу Греции и связывает Игуменицу с Яниной, Салониками, Александруполисом и Турцией. Эта дорога сократила время езды между Яниной и Игуменицей до 40-50 минут.

Два этих фактора положили конец изоляции Игуменицы и Теспротии в целом. Небольшое расстояние до Италии, способствует тому, что многие греки из Игуменицы отправляются в Италию за покупками. Кроме того, многие итальянцы, особенно летом, приезжают на пляжи Игуменицы для отдыха.

## Климат
В Игуменице среднегодовой уровень осадков составляет примерно 1100 мм.
Таблица температур:
| Месяц    | Температура воздуха | Температура моря |
| -------- | ------------------- | ---------------- |
| Январь   | 12°C                | 16°C             |
| Февраль  | 9°C                 | 15°C             |
| Март     | 14°C                | 16°C             |
| Апрель   | 16°C                | 17°C             |
| Май      | 22°C                | 19°C             |
| Июнь     | 25°C                | 22°C             |
| Июль     | 28°C                | 24°C             |
| Август   | 27°C                | 25°C             |
| Сентябрь | 25°C                | 24°C             |
| Октябрь  | 20°C                | 23°C             |
| Ноябрь   | 18°C                | 20°C             |
| Декабрь  | 13°C                | 17°C             |

Как видно из таблицы — вода пригодна для купания между маем и ноябрем. В 2005 году было зафиксировано 65 дней с осадками. Летом зафиксировано 4 дня дождливой погоды и в среднем 10 ясных часов в день. За последние 10 лет самая низкая температура зафиксированная в Игнуменице составила −9 °С, максимальная 43 °C.

## Туризм
Игуменица — это центр летнего отдыха на западе Греции. Главным достоинством города и его окрестностей является горные прогулки с видами дикой природы и пляжи. Главный пляж — Сивоти (Συβότη), расположенный в 20 минутах езды от Игуменицы.

## Образование
Существует филиал Технологического учебного института Эпира (Τεχνολογικό Εκπαιδευτικό Ίδρυμα Ηπείρου) с центром в Арте.

## Общинное сообщество Игуменица
В общинное сообщество Игуменица входят пять населённых пунктов. Население 9820 жителей по переписи 2011 года. Площадь 30,944 квадратного километра.
| Наименование     | Население (2011), человек |
| ---------------- | ------------------------- |
| Игуменица        | 9145                      |
| Лака             | 3                         |
| Льофита          | 205                       |
| Пестаньотика     | 76                        |
| Этники-Андистаси | 391                       |

## Население
| Год  | Население, человек |
| ---- | ------------------ |
| 1991 | 7290               |
| 2001 | 9262               |
| 2011 | ↘ 9145             |

## Галерея
- Вид на Игуменицу с Эгнатии
- Вид на Игуменицу с моря
- Панорамный вид

## Города-побратимы
- Саранда, Албания
- Фельберт, Германия